# Medove, Ustînivka
Medove (în ucraineană Медове) este un sat în comuna Dokuceaieve din raionul Ustînivka, regiunea Kirovohrad, Ucraina.

## Demografie
Componența lingvistică a localității Medove
     Ucraineană (97,06%)
     Rusă (1,47%)
     Belarusă (1,47%)
Conform recensământului din 2001, majoritatea populației localității Medove era vorbitoare de ucraineană (97,06%), existând în minoritate și vorbitori de rusă (1,47%) și belarusă (1,47%).